# 造血作用
造血作用（hematopoiesis，hemopoiesis）又称造血、血细胞发生、血细胞生成，是在体内形成血液或血细胞发育成熟的过程。所有血细胞均由造血干细胞派生而来。造血干细胞（hematopoietic stem cell）在一定微环境和某些因素调节下经过造血祖细胞（hematopoietic progenitor cell）阶段，再定向增殖分化成为各种成熟血细胞。造血主要在红骨髓中完成，特殊情况下可以由其他髓外器官协助完成。

该示例说明不同的血细胞如何从造血干细胞发展为成熟细胞

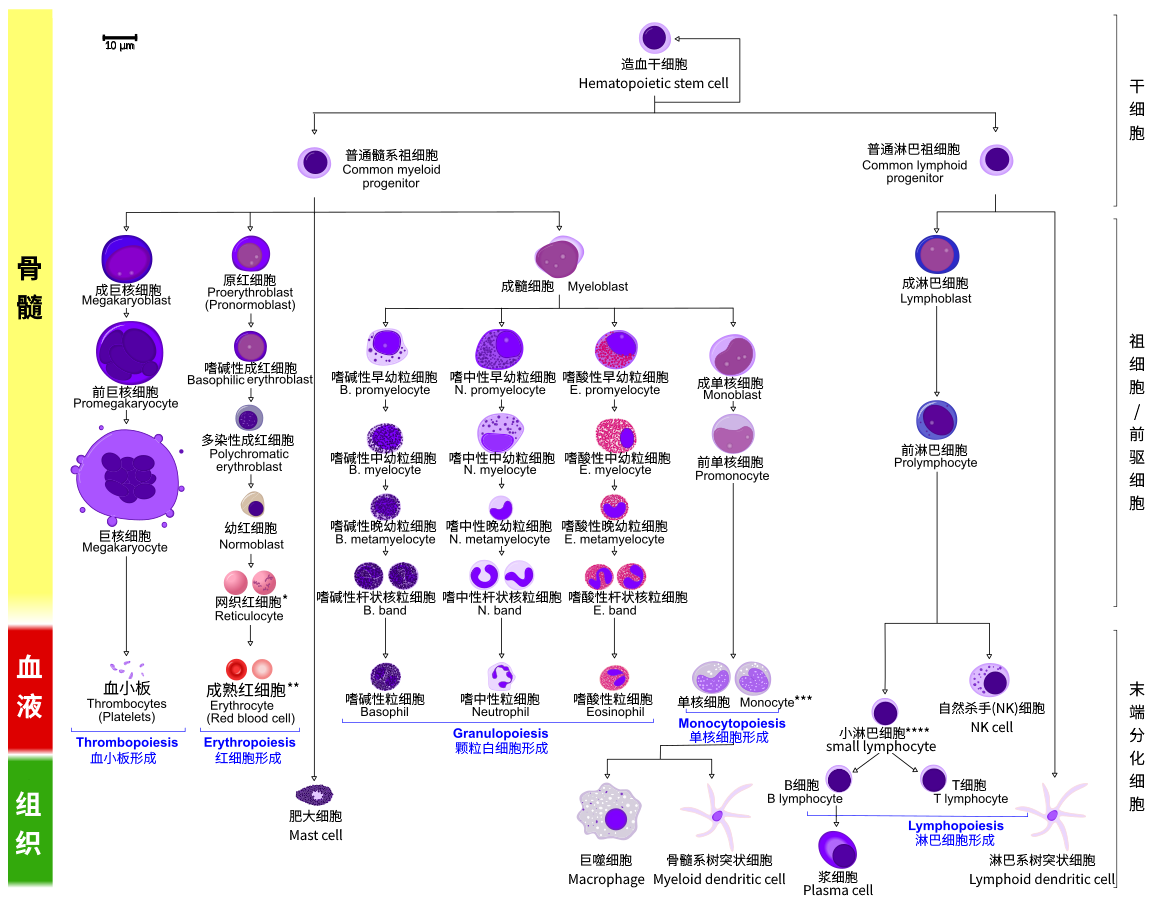
造血过程的较详细说明图

英语 hematopoiesis 词根 hemato- 和 -poiesis，源自古希腊语 αἷμα（haîma，blood，血）和 ποιέω（poiéō，to make，做、造）。
造血器官（hematopoietic organ）是能生成各种血细胞的器官或构造，內含许多干细胞；有些动物则由一些干细胞聚集形成。人类在胚胎时期的卵黄囊、肝、脾、胸腺和骨髓先后造血，出生后红骨髓为主要造血器官。某些昆虫的背膈上有造血构造，鳞翅目幼虫前胸气孔后方则有四个类似功能的器官。
在一个健康的成年人身上，每天大约会产生1010至1011个新的血细胞以维持外周循环的稳定。